# Fundão (Portugal)
Fundão est une ville portugaise de 29 213 habitants (en 2011), située dans le district de Castelo Branco. C'est une subdivision de la région de la Cova da Beira.

## Géographie
La ville est située au bord de la serra da Gardunha, à une altitude de 500 m. Le municipe, quant à lui, fait 700 km2, compte 29 213 habitants, et est subdivisé en 31 communes.
Fundão est limitrophe :
- au nord, de Covilhã, Belmonte e Sabugal,
- à l'est, de Penamacor e Idanha-a-Nova,
- au sud, de Castelo Branco,
- au sud-ouest, de Oleiros,
- à l'ouest, de Pampilhosa da Serra.

## Démographie
| 1801   | 1849   | 1900   | 1930   | 1960   | 1981   | 1991   | 2001   | 2011   |
| ------ | ------ | ------ | ------ | ------ | ------ | ------ | ------ | ------ |
| 14 658 | 15 821 | 35 248 | 42 932 | 47 593 | 32 089 | 31 687 | 31 482 | 29 213 |

## Subdivisions
La municipalité de Fundão groupe 31 freguesias :
- Alcaide
- Alcaria
- Alcongosta
- Aldeia de Joanes
- Aldeia Nova do Cabo
- Alpedrinha
- Atalaia do Campo
- Barroca
- Bogas de Baixo
- Bogas de Cima
  - Bogas do Meio (village)
- Capinha
- Castelejo
- Castelo Novo
- Donas
- Enxames
- Escarigo
- Fatela
- Fundão
- Janeiro de Cima
- Lavacolhos
- Mata da Rainha
- Orca
- Pêro Viseu
- Póvoa de Atalaia
- Salgueiro
- Silvares
- Soalheira
- Souto da Casa
- Telhado
- Vale de Prazeres
- Valverde

## Économie

### Cerise de Fundão
La ville est renommée pour sa production de cerise. Ses environs concentrent 50% de la production de cerises du Portugal[réf. souhaitée]. Les cerises de Fundão sont notamment utilisées dans la production des chocolats Mon chéri. En juin, la ville organise la fête de la cerise dans la freguesia de Alcongosta.  
Depuis mai 2018, la cereja de Fundão est reconnue Indication géographique protégée,.